# Забобон

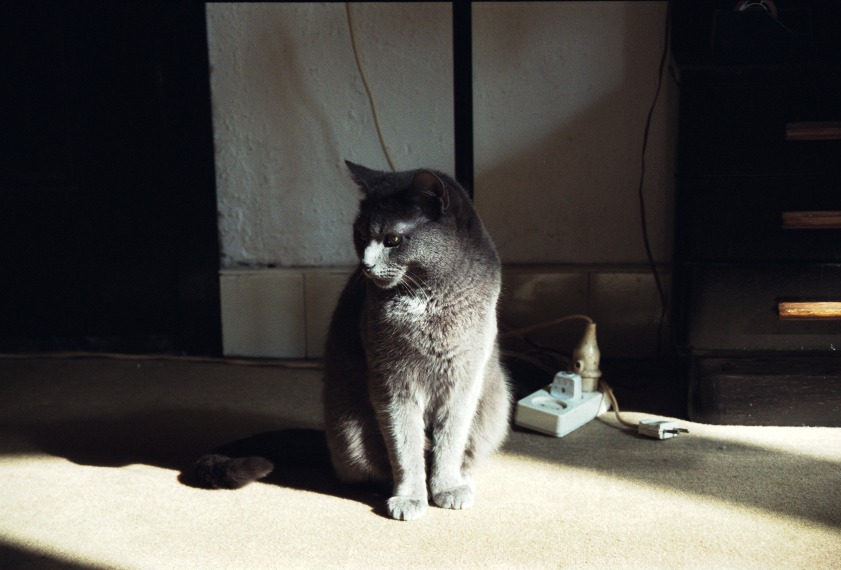
Упереджене ставлення до чорних котів — найпоширеніший забобон.

Забобо́н — упередження, що полягає у тому, що індивід приймає за реальність невідомі сили, здатні провіщати події чи впливати на них.
Містить допущення, часто неусвідомлене, що від цих сил можна знайти захист або досягнути з ними компромісу. Тому забобон здебільшого проявляє себе на поведінковому рівні у деяких обрядових формах: носінні талісманів, татуюванні, магічних жестах, тотемізмі тощо. Особливе місце займають прикмети: певним подіям приписується прогностичне значення.
Психологічна специфіка виняткової стійкості забобону пов'язана з тим, що випадки їхнього підтвердження міцно фіксуються, а факти явної помилковості витісняються. Забобони мають глибоке історичне коріння й мають несистематизований характер; стародавні релігійні вірування, частину яких вони складали, давно пішли в минуле. Первинні наміри — бажання заглянути у найближче майбутнє, уникнути несприятливих ситуацій, деякі з інших — збереглися у психіці й можуть сприяти поширенню упереджень, особливо за екстремальних обставин.
Українці майже споконвіку вірили в усілякі забобони. Вони стосувались найрізноманітніших сфер життя. Деякі забобони й зараз доволі поширені, але все більша кількість людей визнає, що немає сенсу вірити у них. І це слушно, адже забобони впливають на життя тих, хто в них вірить. Наприклад, людина, що побачить перед собою чорного кота, може піти обхідною вулицею, а це — марна трата її особистого часу.